# Xã Hartley, Quận O'Brien, Iowa
Xã Hartley (tiếng Anh: Hartley Township) là một xã thuộc quận O'Brien, tiểu bang Iowa, Hoa Kỳ. Năm 2010, dân số của xã này là 1.869 người.